# Bell 407

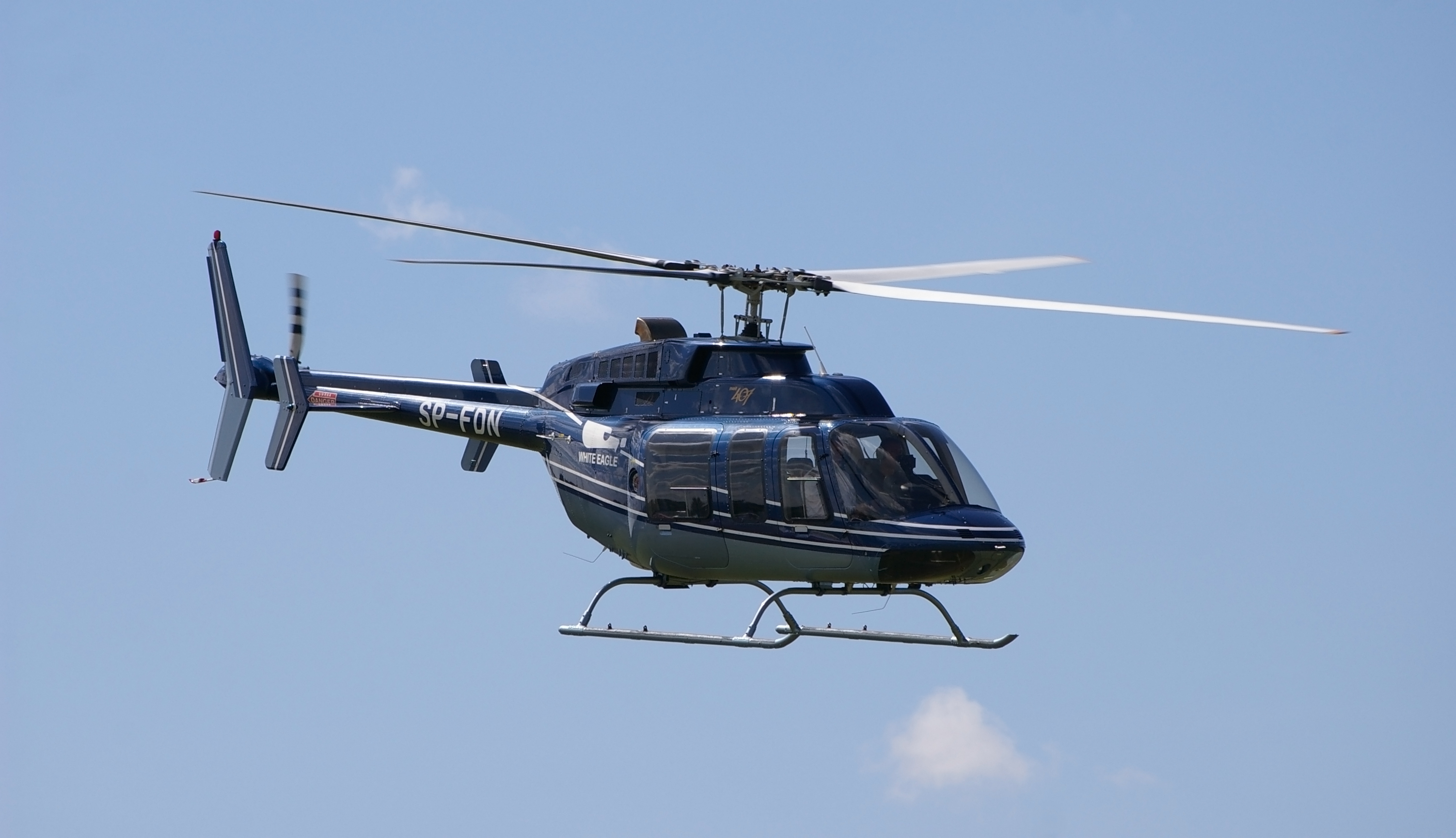
Un hélicoptère Bell 407 de White Eagle Aviation.

Le Bell 407 est un hélicoptère civil monomoteur dérivé du Bell 206 L-4 LongRanger en service depuis 1995. Il est fabriqué par la société Bell Aircraft Corporation. Dans la configuration normale, 7 personnes peuvent voler dans l'appareil.
Il utilise les pales d'une version militaire, le Bell OH-58D Kiowa Warrior.
Le Bell 407 fournit également la base du drone Northrop Grumman MQ-8C Fire Scout.
Il est toujours commercialisé en 2023.

## Variantes
- Bell 407

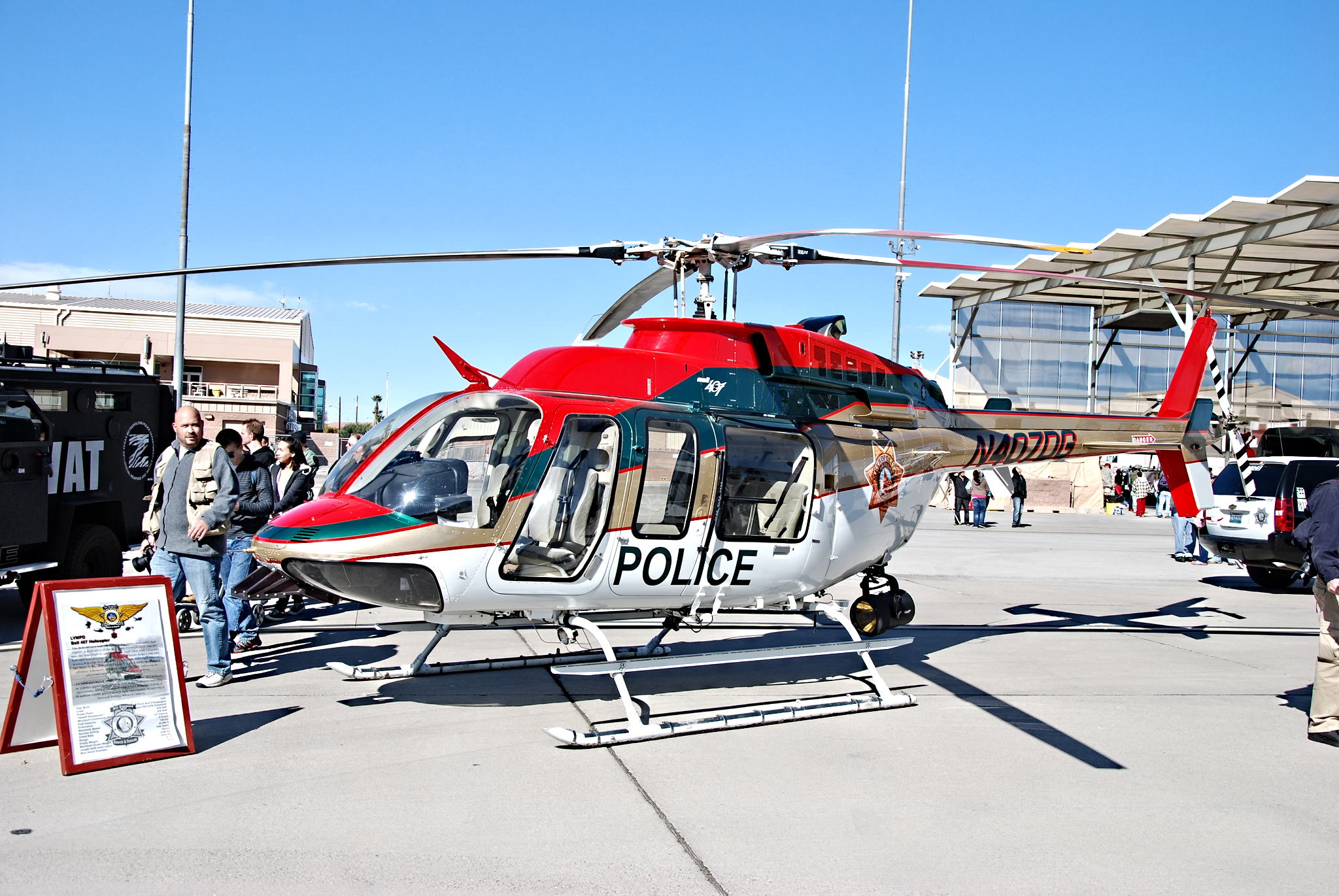
Bell 407 de la police de Las Vegas.

Hélicoptère civil utilitaire, dérivé du Bell 206L-4. En 2023, la version la plus évoluée est le Bell 407GXi disposant de l'avionique Garmin G1000H et de la turbine Rolls-Royce 250-C47E/4 développant 650 chevaux.
- ARH-70

Version 407 améliorée pour servir d'hélicoptère de reconnaissance armé, annulée.
- Bell 417

Version civile prévue de l'ARH-70, annulée.
- Northrop Grumman MQ-8C Fire Scout

Une version de véhicule aérien sans pilote (UAV) développée par Northrop Grumman et Bell Helicopter en tant que démonstrateur de réapprovisionnement en fret. L'avion d'essai a volé le 10 décembre 2010 sur le terrain d'essai de Yuma. En février 2011, la demande de budget de l'US Navy pour 2012 incluait des fonds pour l'achat de 12 hélicoptères Fire-X sous la désignation MQ-8C.

## Accidents
Le 4 juin 2022, le Bell 407 GXP, N98ZA, a subi des dommages importants lors d'un accident près de Fairfield, dans le New Jersey. Le pilote professionnel a été grièvement blessé. L'enquête du National Transportation Safety Board (NTSB) américain a révélé que la plaque d'entraînement de la traverse du rotor de queue n'était pas boulonnée à la traverse du rotor de queue. Le rotor de queue ayant été installé la veille, on soupçonne que les boulons n'ont pas été serrés au couple.
Le 8 juin 2022, la poutre de queue d'un Bell 407 s'est détachée en vol alors qu'il était en croisière près de Kalea, à Hawaï. Le pilote et deux passagers ont été grièvement blessés, tandis que trois autres passagers ont été légèrement blessés. L'hélicoptère a été fortement endommagé lors de l'accident. Le NTSB a déterminé que le matériel de fixation de la poutre de queue supérieure gauche n'était pas installé, laissant seulement trois des quatre points de fixation connectés. Les marques sur l'épave indiquent que le boulon était présent à un moment donné, mais qu'il est tombé, ce qui a entraîné une fissuration progressive due à la fatigue. Le NTSB a demandé à la FAA américaine et à Transports Canada de prendre des mesures immédiates sous la forme d'une consigne de navigabilité urgente.